# Paco Tous

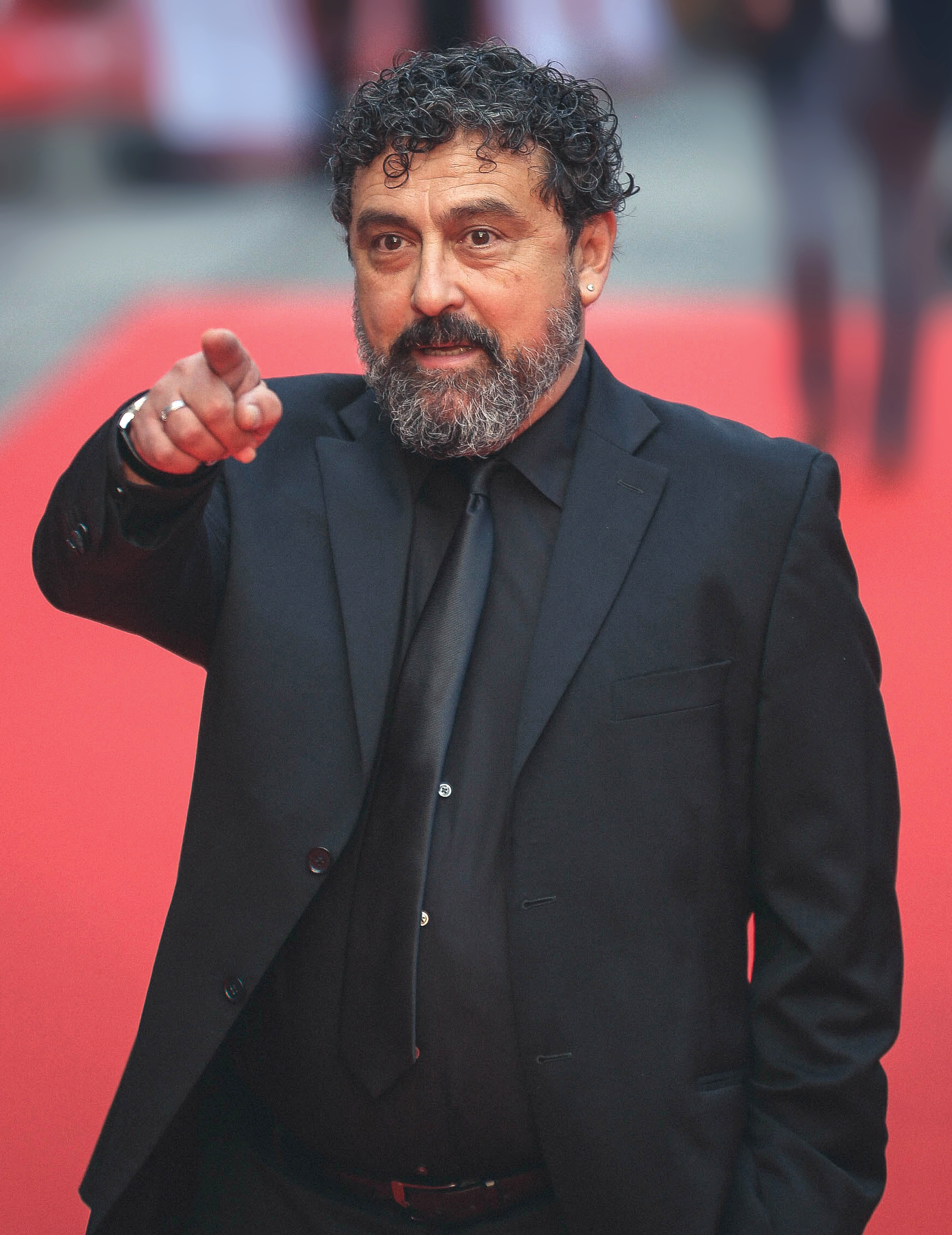
Paco Tous (2016)

Francisco Martínez „Paco“ Tous (* 1. Mai 1964 in Sevilla, Andalusien) ist ein spanischer Schauspieler.

## Leben
Tous wurde in Sevilla geboren, wuchs allerdings in El Puerto de Santa María auf. Er ist Vater einer Tochter und eines Sohnes.
1987 spielte er in den Filmen Los invitados und Las dos orillas mit – es waren seine ersten Filmrollen. 1999 spielte Tous im Spielfilm Solas mit. Er ist in Spanien ein gefragter Serienschauspieler. Er spielte von 2005 bis 2010 in der Fernsehserie Los hombres de Paco in insgesamt 117 Episoden die Rolle des Paco Miranda. 2006 war Tous an der Seite von Viggo Mortensen in Alatriste zu sehen. Von 2012 bis 2014 verkörperte er in Con el culo al aire in 42 Episoden den Tino Colmenarejo. 2015 war er in fünf Episoden als Mario Montero in der Fernsehserie Rabia zu sehen. Im gleichen Jahr bis 2017 mimte er in 12 Episoden den El Chatarrero in Apaches. 2016 war er als Padre Francisco in acht Episoden der Fernsehserie El hombre de tu vida zu sehen. Im gleichen Jahr spielte er im Film Der unsichtbare Gast mit. Außerdem hatte er die Rolle des Sargento Giralda in Víctor Ros.
Von 2017 bis 2019 war er in der Netflix-Original-Serie Haus des Geldes in der Rolle des Moskau zu sehen. 2018 spielte er in der Fernsehserie Die Pest den Administrador de Teresa. Im gleichen Jahr wirkte er im Spielfilm Gun City mit. Den Epi spielte er 2019 in zehn Episoden der Fernsehserie Allí abajo.

## Filmografie
- 1987: Los invitados
- 1987: Las dos orillas
- 1999: Solas
- 1999: Castillos en el aire (Fernsehserie, Episode 1x07)
- 2004: Alacranes (Kurzfilm)
- 2005: 15 días contigo
- 2005: Hombres de paja (Kurzfilm)
- 2005–2010: Los hombres de Paco (Fernsehserie, 117 Episoden)
- 2006: El comisario (Fernsehserie, Episode 9x08)
- 2006: Alatriste
- 2007: Paseo (Kurzfilm)
- 2008: En la otra camilla (Kurzfilm)
- 2008: Año 400 (Fernsehserie, Episode 1x01)
- 2008: Martes de carnaval (Mini-Fernsehserie, Episode 1x01)
- 2008: La familia Mata
- 2011: 23-F: la película
- 2011: Fuga de cerebros 2
- 2012–2014: Con el culo al aire (Fernsehserie, 42 Episoden)
- 2013: Somos gente honrada
- 2013: Amateur (Kurzfilm)
- 2015: Todo lo que callas (Kurzfilm)
- 2015: Rabia (Fernsehserie, 5 Episoden)
- 2015–2017: Apaches (Fernsehserie, 12 Episoden)
- 2016: La puerta abierta
- 2016: El hombre de tu vida (Fernsehserie, 8 Episoden)
- 2016: Cuerpo de élite
- 2016: Der unsichtbare Gast (Contratiempo)
- 2016: Víctor Ros (Fernsehserie, 8 Episoden)
- 2017: Das Tal der toten Mädchen (El guardián invisible)
- 2017: El intercambio
- 2017: Señor, dame paciencia
- 2017: Perdóname, Señor (Fernsehserie, 4 Episoden)
- 2017–2021: Haus des Geldes (La casa de papel, Fernsehserie, 21 Episoden)
- 2018: Die Pest (La peste, Fernsehserie, 6 Episoden)
- 2018: Gun City (La sombra de la ley)
- 2019: Lo nunca visto
- 2019: Allí abajo (Fernsehserie, 10 Episoden)
- 2019: Das Tal der vergessenen Kinder (Legado en los huesos)
- 2020: La lista de los deseos
- 2020: Das Tal der geheimen Gräber (Ofrenda a la tormenta)
- 2020: Operación Camarón
- 2020: Mentiras (Fernsehserie, 6 Episoden)
- 2024: Zorro (Fernsehserie)